# Melusine von der Schulenburg, Kendal hercegnője
Melusine von der Schulenburg a Hannoveri-ház tagja volt, I. György brit király szeretője életen át.

## Élete
Melusine von der Schulenburg Gustavus Adolphus báró és Petronella Ottilie von Schwencken leányaként. Testvére volt Johann Matthias birodalmi gróf és Daniel Bodo gróf, valamint három nővér, akik mind nemesi családokba házasodtak. Középső nevét valószínűleg a Melusine-legendák ihlették.
Melusine von der Schulenburg előbb Zsófia választófejedelemné udvarhölgye, majd György Lajos választófejedelem szeretője lett. A választófejedelem később I. György néven brit király lett. von der Schulenburg 1716-ban ír – Munster hercegnője (alcímek: Dungannon márkinője és grófnője, Dundalk bárónője) –, 1719-ben brit – Kendal hercegnője (alcímek: Feversham grófnője, Glastonbury bárónője) – főnemesi címeket kapott. 1723-ban VI. Károly német-római császár a Német-római birodalmi hercegnővé – Eberstein hercegnője – emelte, ami titkos házasságra utalhat. Egyetlen címe sem volt örökölhető, mind életre szól volt. Jelentős politikai befolyással bírt, közvetítéséért nagy összegeket kapott. Angliában a Kendal House-ban élt, becenevei többnyire gúnyosak voltak.
A Hannoveri-ház tagja volt, csakúgy, mint a brit uralkodó.